# Ken Kirzinger
Ken Kirzinger, född 4 november 1959, är en kanadensisk stuntman och skådespelare, mest känd för sin roll som Jason Voorhees i Freddy vs. Jason (2003) och som Pa i Wrong Turn 2: Dead End.

## Karriär
Med sina 1,97 meter är han den längsta någonsin som spelat Jason Voorhees. Freddy vs. Jason-regissören Ronny Yu ville limitera Kens stunt i filmen så mycket som möjligt. Därför kallades stuntmannen Glenn Ennis in för att göra ett antal stuns i filmen, bland annat ett stunt där en påtuttad Jason går genom ett majsfält och mördar tonåringar. Långt innan Ken tog över rollen som Jason, så var han med i Fredagen den 13:e del 8 - Jason intar Manhattan där han spelade en kock i New York som kommer i vägen för Jason. Jason, då spelad av Kane Hodder, kastar Ken över disken. Ken var även stuntkoordinator i filmen.

## Filmografi
Kirzinger har varit med eller gjort stunts i följande filmer:
- Nu är det jul igen 2
- Insomnia
- Som hund och katt
- 13 Ghosts
- Camouflage
- Mina jag och Irene
- Den 13:e krigaren
- Fire Storm
- Bad Moon
- Fredagen den 13:e del 8 - Jason intar Manhattan
- Sea Wolf
- New Moon
- Hot Rod
- Joy Ride 3